# Glândula digestiva
Glândulas digestivas são órgãos do corpo humano que sintetizam e liberam algumas substâncias para atuar no processo de digestão de alimentos.
O fígado é um exemplo de glândula digestiva.Que ajuda a digerir os alimentos.

## Referência Bibliográfica
- Biologia; Volume único. Lopes, Sônia; Rosso, Sérgio.2005. Editora Saraiva